# Đêm trắng ở Apgujeong
Đêm trắng ở Apgujeong (tiếng Hàn: 압구정 백야; Romaja: Apgujeong Baegya, tiếng Anh: Apgujeong Midnight Sun) là một bộ phim truyền hình Hàn Quốc năm 2014 với sự tham gia của Park Ha-na, Kang Eun-tak, Baek Ok-dam và Song Won-geun. Phim được phát sóng hàng ngày trên MBC từ ngày 6 tháng 10 năm 2014 đến ngày 15 tháng 5 năm 2015 vào thứ Hai đến thứ Sáu lúc 20:55 với 149 tập và công chiếu lần đầu trên kênh VTV3 vào ngày 8 tháng 5 năm 2018 lúc 22h40 từ thứ hai đến thứ năm hàng tuần.

## Cốt truyện
Đêm trắng ở Apgujeong kể về những mối quan hệ chồng chéo, những mẫu thuẫn, cạm bẫy, những cuộc tình toan tính trong showbiz thông qua bốn gia đình trong ngành công nghiệp giải trí Hàn Quốc. Trọng tâm xoay quanh Baek Sun Jong (Park Ha Na) vốn là một cô gái đáng yêu, luôn gắn bó với người anh ruột của mình khi bố mẹ không còn ở bên. Nhưng cũng chính tình thương này khiến cô khó chịu, đố kỵ với người chị dâu của mình khi anh trai quan tâm, giúp đỡ chị dâu, cô thường nói xấu chị dâu nhưng đều bị anh trai bác bỏ. Sun Jong cũng là một người rất toan tính, có thể bất chấp mọi thứ để đạt được điều mình muốn. Cô quyết tâm trở thành nghệ sĩ nổi tiếng sau khi tốt nghiệp ngành nghệ thuật của một trường đại học để có cuộc sống tốt đẹp hơn.
Tình cờ cô phát hiện mẹ ruột của mình không chỉ còn sống mà còn đang hạnh phúc với một người đàn ông giàu có khác. Thay vì nhận lại hai người con thân thương sau bao năm xa cách thì bà lại vì tiền tài, danh vọng mà ngoảnh mặt làm ngơ, ruồng bỏ hai anh em. Mọi chuyện trở nên tồi tệ khi người anh trai mà Sun Jong hết lòng yêu thương ra đi vĩnh viễn sau khi bước ra từ ngôi nhà giàu có của người mẹ ruột. Uất hận, tuyệt vọng, Sun Jong ôm mối hận, quyết tâm tiếp cận và trả thù bà bằng việc quyến rũ người con trai của chồng mới để trở thành con dâu trong nhà. Trên con đường trả thù tàn nhẫn, thậm chí với chính bản thân mình, liệu Sun Jong có chùn bước vì mối quan hệ "máu mủ ruột rà"?

## Diễn viên
- Park Ha-na trong vai Baek Ya/Baek Seon-dong
- Kang Eun-tak trong vai Jang Hwa-eom
- Baek Ok-dam trong vai Yook Seon-ji
- Song Won-geun trong vai Jang Moo-eom
- Im Chae-moo trong vai Jang Choo-jang
- Park Hye-sook trong vai Moon Jung-ae
- Jung Hye-sun trong vai Ok Dan-shil
- Kim Ji-eun trong vai Noh Ma-joo
- Shim Hyung-tak trong vai Baek Young-joon
- Keum Dan-bi trong vai Kim Hyo-kyung
- Lee Joo-hyun trong vai Yook Seon-joong
- Kim Young-ran trong vai Oh Dal-ran
- Kim Min-soo trong vai Jo Na-dan (Jonathan)
- Hwang Jung-seo trong vai Jo Ji-ah (Georgia)
- Han Jin-hee trong vai Jo Jang-hoon
- Choi Su-rin trong vai Mo-narija
- Lee Bo-hee trong vai Seo Eun-ha
- Lee Hyo-young trong vai Jung Sam-hee
- Oh Ki-chan trong vai Lee Ban-seok
- Kim Eun-jung trong vai Ga-young
- Lee Ga-ryung trong vai Susanna Ahn

## Tranh cãi
Vào tháng 4 năm 2015, phim đã nhận được sự xem xét kỹ lưỡng từ Ủy ban Tiêu chuẩn Truyền thông Hàn Quốc về một cốt truyện trả thù mà hội đồng xét duyệt cho rằng có quá nhiều cảnh "bạo lực" và "phi đạo đức", "mê tín". Ngay sau đó, MBC đã đưa ra thông báo rằng nhà đài sẽ không còn hợp tác với biên kịch Im Sung-han trong các dự án tương lai; đáp lại động thái trên, biên kịch Im Sung-han cũng đã trả lời bằng cách sẽ tuyên bố giải nghệ.

## Phát sóng quốc tế
| Quốc gia | Kênh phát sóng    | Phát sóng                                                    | Tiêu đề                                                                                 | Ghi chú                                                                                  |
| -------- | ----------------- | ------------------------------------------------------------ | --------------------------------------------------------------------------------------- | ---------------------------------------------------------------------------------------- |
| Thái Lan | True Asian Series | 29 tháng 8 năm 2015                                          | อั พ กู จอง ถนน สาย ชีวิต (Apgujeong Thanon Sai Cheewit, nghĩa đen: Apgujeong A Road Life ) |                                                                                          |
| Việt Nam | VTV3              | 8 tháng 5 - 19 tháng 11 năm 2018 (Thứ Hai-Thứ Năm lúc 22:40) | Đêm trắng ở Apgujeong                                                                   | Được biên tập thành 45-50 phút/tập. Dự kiến ban đầu là 116 tập nhưng thực tế là 112 tập. |